# Ring (Nysa)

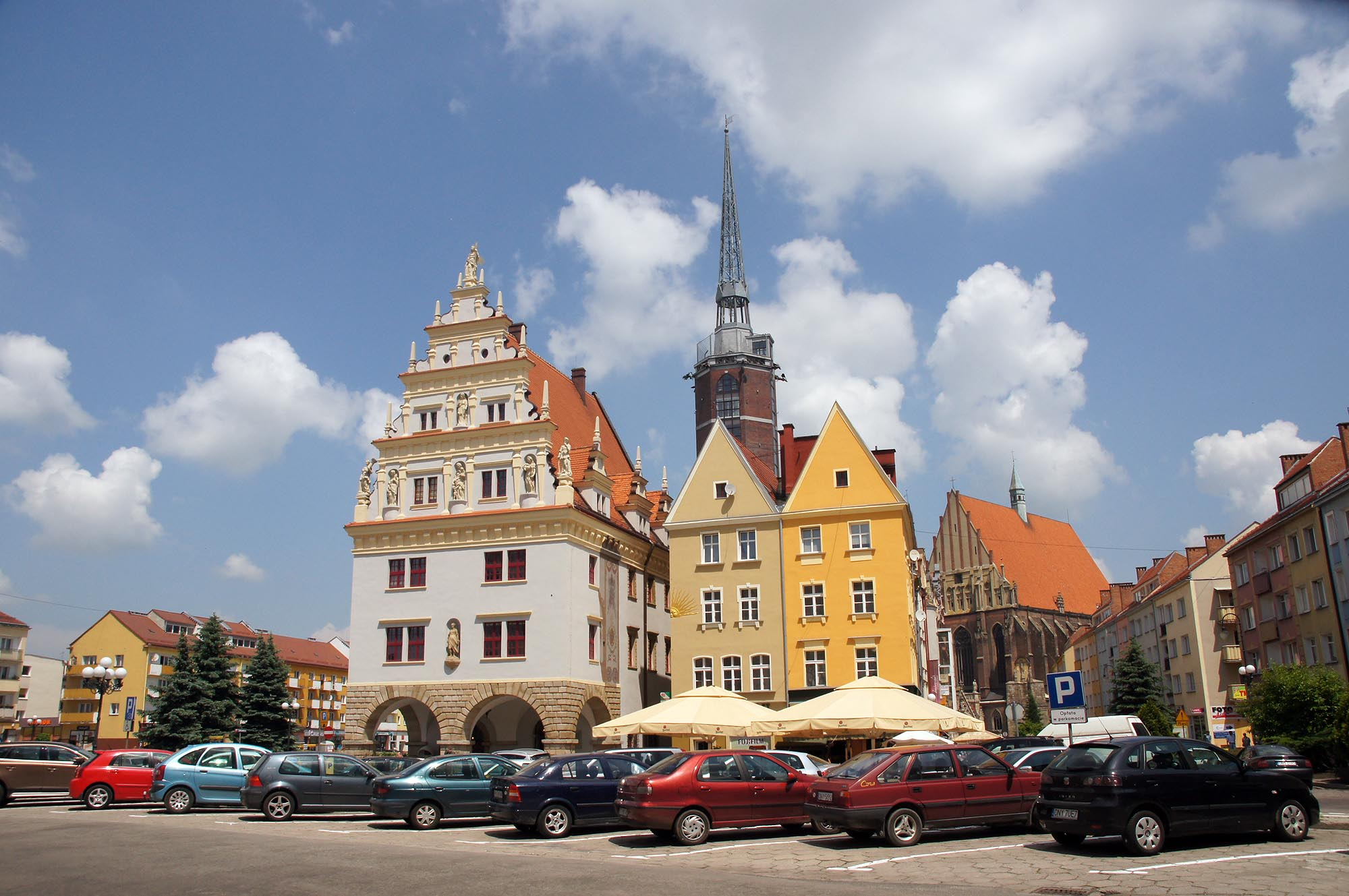
Ring mit Kämmereigebäude und Rathausturm (2013)

Der Ring (polnisch Rynek) ist ein mittelalterlicher Marktplatz in Nysa, welcher den Kern der Innenstadt bildet. Der Ring hat die Gestalt eines Rechtecks mit den Maßen 180 m mal 80 m und einer abgerundeten Ecke im Südwesten. Die historische Bebauung wurde Ende des Zweiten Weltkriegs weitestgehend zerstört. Der Großteil der Bebauung stammt aus den 1960er Jahren.

## Lage
Der Ring bildet ein städtebauliches Ensemble mit der aus Norden führenden Ulica Wrocławska (Breslauer Straße), der südliche ausfallenden Ulica Bracka sowie dem nördlichen angrenzenden Kirchenvorplatz der Basilika St. Jakobus und Agnes.
Am Ring münden insgesamt acht Straßen ein: ul. Bolesława Krzywoustego (bis 1945 Berliner Straße), ul. Świętego Piotra (Peterstraße), ul. Bracka (Brüderstraße), Grzybowa (Pilzgasse), ul. Wyzwolenia (Neue Gasse), ul. Kupiecka (Kirchgasse), ul. Wrocławska (Breslauer Straße) und ul. Henryka Siemiradzkiego (Haferstraße).

## Geschichte

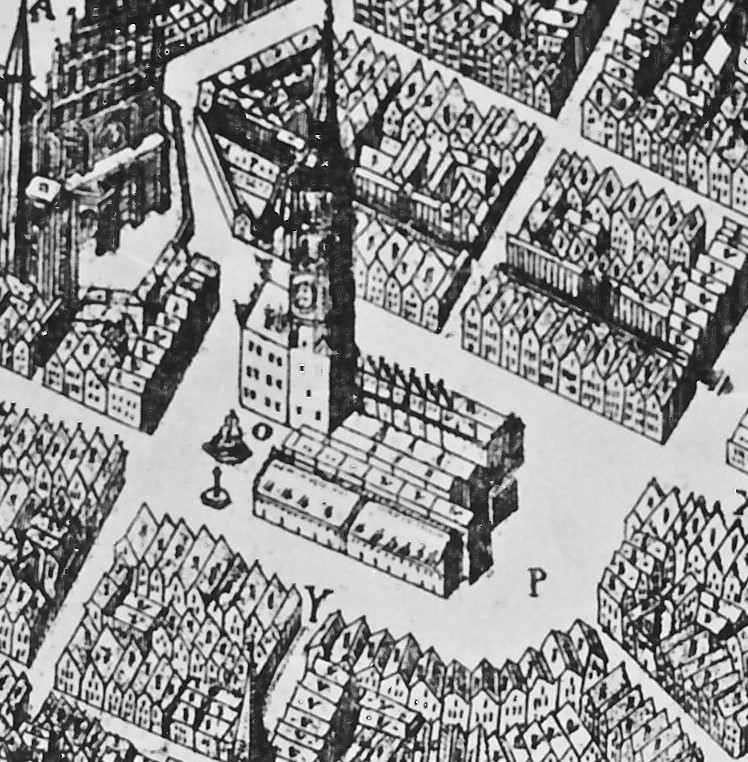
Darstellung des Ring von 1596

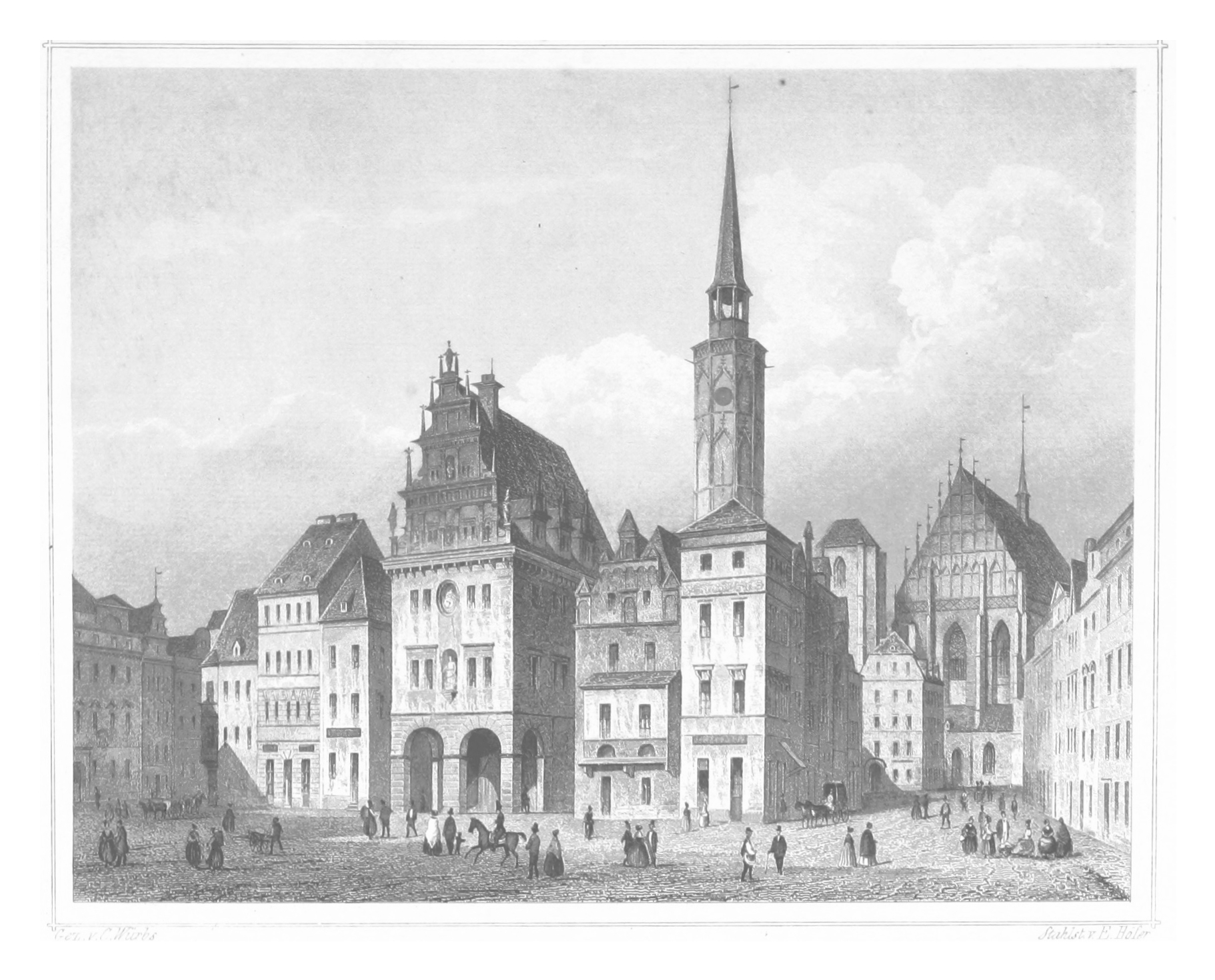
Stich aus dem Jahr 1852

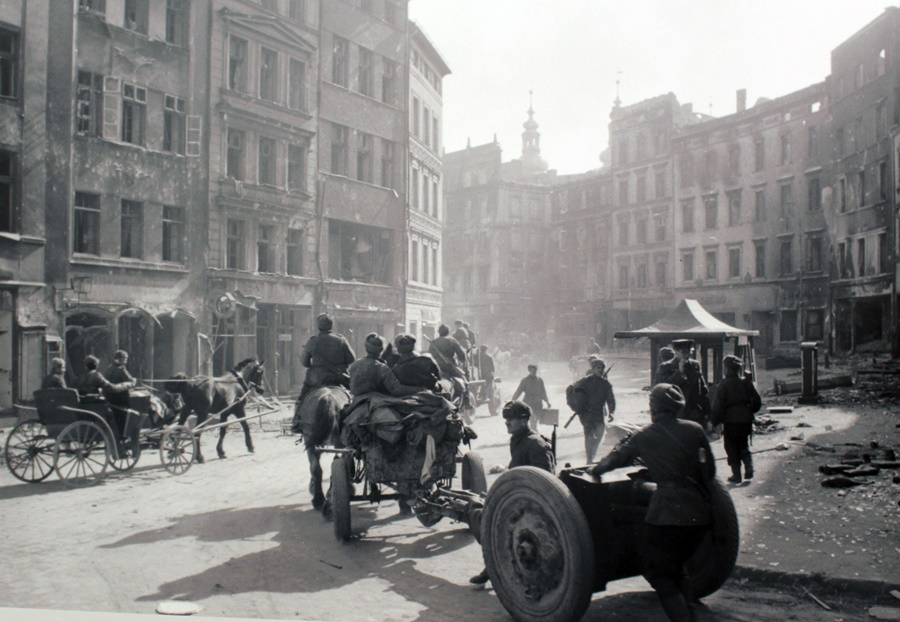
Zerstörte Bebauung am Ring – März 1945

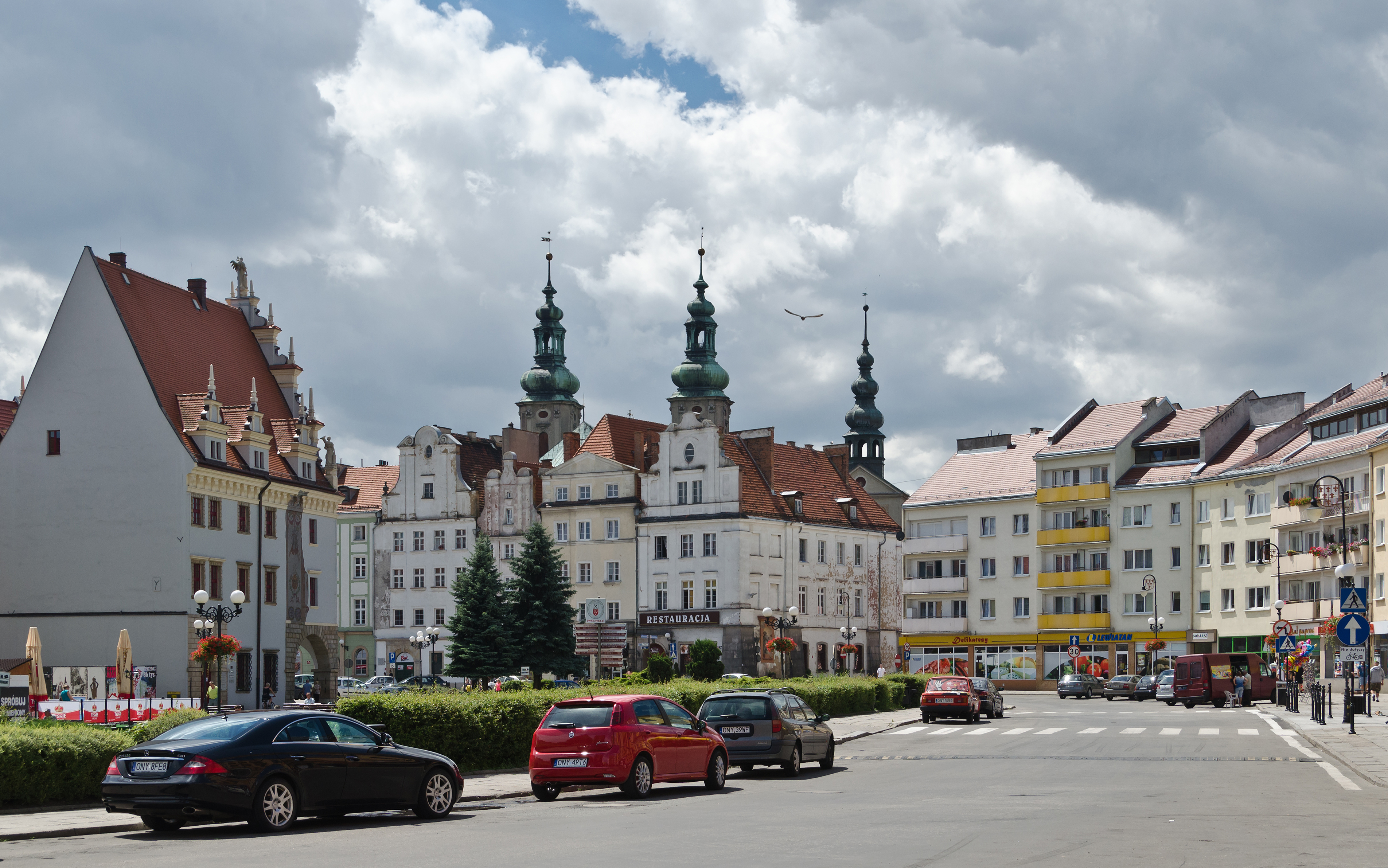
Ring vor der Bebauung des Platzes (2014)

Der Ring entstand nach der Gründung der Stadt Neisse nach flämischem Recht. Die Stadt erhielt einen annähernd quadratischen Fläche mit einem gitterförmigen Straßennetz und dem Ring im Zentrum. Über die südwestliche abgerundete Ecke des Rings verlief im Mittelalter der Handelsweg zwischen Breslau und Wien.
Bis März 1945 war die Stadt von Kampfhandlungen im Zweiten Weltkrieg verschont geblieben. Am 24. März 1945 wurde die Stadt nach teils heftigen Artellierbeschuss von der Roten Armee eingenommen. Die Bebauung am Ring wurde hierbei weitestgehend zerstört. Lediglich einzelne Bauten und Fassaden, wie das Kämmereigebäude, blieben erhalten. Im Chaos der ersten Wochen nach Besetzung der Stadt durch sowjetische Truppen kam es zu Plünderungen und Brandstiftungen, wodurch weitere Bauten zerstört wurden. Das Kämmereigebäude wurde in Brand gesteckt und der Schaugiebel stürzte ein.
Nachdem die Stadt an die polnischen Behörden übergeben wurde, fanden direkt erste Sicherungsmaßnahmen an den erhaltenen Gebäuden und Ruinen statt. Unter dem damaligen Bauamtsleiter Stanislaw Kramarczyk wurden Kostenvoranschläge erarbeitet, damit eine Rekonstruktion der historischen Altstadt und der Bebauung am Ring ermöglicht werden konnte. Das Rathaus, das Kämmereigebäude sowie Bauten aus der Zeit des 16. bis zum 18. Jahrhunderts sollten rekonstruiert werden. 1950 erfolgte der Beschluss zum Wiederaufbau der Bauten am Ring. Durch fehlende finanzielle Mittel und Baustoffe konnte ein Wiederaufbau nur einzeln durchgeführt werden. Bereits 1949 begann der Wiederaufbau des Kämmereigebäudes in vereinfachter Form. Der Giebel wurde zum Teil rekonstruiert, die aufwändige Wandmalerei wurde nicht wiederhergestellt.
Ein Wiederaufbau erschwerte sich vor allem ab 1951, nachdem von der Zentralverwaltung in Warschau zwei Millionen Ziegelsteine allein aus Neisse angefordert wurden. Zahlreiche Ruinen wurden beseitigt und der Baustoff wurde nach Warschau verschickt. Trotz dessen konnten an der Südseite des Rings erste Bürgerhäuser wiederaufgebaut werden. Das Innere der Gebäude wurde modern erbaut, die Fassaden wurden teils original, teils historisch anlehnend wiederhergestellt. Bedingt durch fehlende finanzielle Mittel und einem Umdenken in der Stadtplanung wurde ein Wiederaufbau in historischen Formen nicht mehr möglich. Die restlichen Ruinen wurde bis Ende der 1950er Jahre beseitigt. Lediglich die Ruinen des Rathauses und des Rathausturms blieben noch bestehen.
In den 1960er wurden entlang des Ring moderne viergeschossige Wohn- und Geschäftshäuser im Zeichen der Sozialismus erbaut. Die historischen Grundrisse wurde dabei teils außeracht gelassen. In Flächen innerhalb des Rings blieben unbebaut und wurde parkähnlich angelegt. Die ehemalige Nordbebauung wurde ebenfalls nicht wiederaufgebaut, sodass die Kirche St. Jakobus und Agnes nunmehr den nördlichen Abschluss des Platzes bildet. Die Ruinen des Rathauses und des Rathausturms wurden 1966 gesprengt.
Mit einem Umdenken in der Stadtplanung begann man ab den 1990er mit ersten Versuchen zu Rekonstruktionen im Stadtgebiet. Zwischen 2006 und 2008 wurde der Rathausturm in modernen Formen wieder aufgebaut. Dieser beinhaltet neben Geschäften in den ersten drei Etagen eine Aussichtsplattform. 2011 erfolgte eine Rekonstruktion des Zierrats und des Figurenschmucks der Fassade des Kämmereigebäudes in Anlehnung an den Vorkriegszustand. Zwischen 2019 und 2021 wurde die Grünfläche westlich des Kämmereigebäudes bebaut. Hier entstand ein Einkaufszentrum unter Wahrung der historischen Stadtgrundrisse mit einer moderne Bebauung. Die Architektur lehnt sich an altstädtischen Formen an.

### Historische Namen
Der Ring erhielt im Laufe der Geschichte unterschiedliche Bedeutungen und Namen, welche sich auf die ehemalige Nutzung des Bereichs bezogen.
- Paradeplatz (Westseite)
- Getreidemarkt (Nord-West-Seite)
- Fischmarkt (Nordseite)
- Buttermarkt (Ostseite)
- Naschmarkt (Süd-Ost-Seite)

### Ereignisse
Der Oppelner Herzog Nikolaus II. von Oppeln wurde am 27. Juni 1497 auf dem Ring in Neisse enthauptet. An dieses Ereignis erinnert eine 1966 am Kämmereigebäude aufgebrachte Tafel.

## Bauwerke
| Name                           | Bild | Erbaut                     | Denkmalschutz | Beschreibung |
| ------------------------------ | ---- | -------------------------- | ------------- | --- |
| Basilika St. Jakobus und Agnes |      | 1392-1430                  | seit 1955     | Die gotische St.-Jakobus-Kirche wurde zwischen 1401 und 1430 erbaut. Mit ihrem freistehenden Glockenturm bildet das Kirchengebäude den heutigen Nordabschluss des Rings. Bis zur Zerstörung befand sicg direkt südlich angrenzend eine Häuserzeile, welche zuvor die Nordseite des Rings bildete. Heute befindet sich hier eine Grünfläche. |
| Kämmereigebäude                |      | 1602-1604                  | seit 1955     | Das Kämmereigebäude (auch Haus der Stadtwaage oder Waagehaus) liegt an der Südseite des Rings und gehört zu den kunsthistorisch wertvollsten Gebäuden der Stadt. Das Gebäude entstand durch die Initiative von Bischof Johann VI. von Sitsch zwischen 1602 und 1604 im Stil der Spätrenaissance. Zuvor stand an gleicher Stelle eine Markthalle mit 24 Ständen. Während der Napoleonischen Kriege wurde das Gebäude 1807 teilweise zerstört und erst bis 1890 durch Heinrich Irmann wieder aufgebaut. Zur Erinnerung an dieses Ereignis wurde in der Hauptfassade eine Kanonenkugel aus dieser Zeit integriert. Im März 1945 wurde das Gebäude durch den Artilleriebeschuss der Roten Armee nicht zerstört. Erst kurze Zeit später, bedingt durch Brandstiftung, viel die Hauptfassade in sich zusammen. Lediglich das Erdgeschoss und die rückwärtige Gebäudewand blieben stehen. Bereits 1949 begann der Wiederaufbau des Kämmereigebäudes in vereinfachter Form. Der Giebel wurde zum Teil rekonstruiert, die aufwändige Wandmalerei wurde nicht wiederhergestellt. Zwischen 2010 und 2012 wurden die Fassaden, die erhaltenen Fresken und die skulpturale Dekoration rekonstruiert, wobei Obelisken über den Dachfenstern sowie Obelisken und Skulpturen auf der Oberseite restauriert wurden. Seit 1955 wird das Gebäude durch die städtische Bücherei genutzt. |
| Rathausturm                    |      | 2006-2008                  | nein          | Der heutige 78 m hohne Rathausturm, nach einem Entwurf des aus Nysa stammenden Architekten Tadeusz Pawlik, wurde zwischen 2006 und 2008 errichtet. Architektonisch lehnt er sich an dem im Zweiten Weltkrieg zerstörten gotischen Rathausturm. Die ersten drei Etagen werden als Geschäftshaus und durch ein Café genutzt. Am oberen Ende des Turms befindet sich eine Aussichtsplattform. |
| Hausgruppe Nr. 1-5             |      | 1960-1965                  | nein          | Die Hausgruppe liegt an der östlichen Seite des Rings. Erbaut wurden die dreigeschossigen Wohn- und Geschäftshäuser in den 1960er Jahren im Stil der sozialistischen Moderne. |
| Hausgruppe Nr. 6-9             |      | 1960-1965                  | nein          | Die Hausgruppe liegt an der östlichen Seite des Rings. Erbaut wurden die viergeschossigen Wohn- und Geschäftshäuser in den 1960er Jahren im Stil der sozialistischen Moderne. |
| Hausgruppe Nr. 11-15           |      | 1960-1965                  | nein          | Die Hausgruppe liegt an der östlichen Seite des Rings. Erbaut wurden die viergeschossigen Wohn- und Geschäftshäuser in den 1960er Jahren im Stil der sozialistischen Moderne. |
| Bürgerhäuser Nr. 22            |      | 18. Jahrhundert, 1953-1955 | seit 1966     | Das barocke Eckgebäude hin zur ul. Bracka wurde 1945 zerstört und Mitte der 1950er Jahre wieder aufgebaut. Im Erdgeschoss befindet sich heute ein Restaurant. |
| Bürgerhäuser Nr. 23            |      | 15. Jahrhundert, 1953-1955 | seit 1966     | Das Wohn- und Geschäftshaus an der Südseite des Rings entstand in gotischen Formen im 16. Jahrhundert und wurde im Zweiten Weltkrieg zerstört. Zwischen 1953 und 1955 wurde das Gebäude originalgetreu rekonstruiert. Die ursprünglichen aufwendigen Fassadenmalereien sind nur zum Teil erhalten geblieben. Im Erdgeschoss befindet sich heute ein Restaurant. |
| Bürgerhäuser Nr. 24            |      | 16. Jahrhundert, 1953-1955 | seit 1966     | Das Wohn- und Geschäftshaus an der Südseite des Rings entstand in gotischen Formen im 15. Jahrhundert und wurde im Zweiten Weltkrieg zerstört. Zwischen 1953 und 1955 wurde das Gebäude originalgetreu rekonstruiert. |
| Bürgerhäuser Nr. 25            |      | 1953-1955                  | seit 1966     | Das Wohn- und Geschäftshaus an der Südseite des Rings entstand in gotischen Formen im 15. Jahrhundert und wurde im Zweiten Weltkrieg zerstört. Zwischen 1953 und 1955 wurde das Gebäude originalgetreu rekonstruiert. Im Erdgeschoss befindet sich ein Blumenladen. |
| Bürgerhäuser Nr. 26            |      | 16. Jahrhundert, 1953-1955 | seit 1966     | Das ursprüngliche gotische Gebäude steht an der Südseite des Rings an der Ecke zur ul. Swietego Piotra. Der Bau wurde 1945 zerstört und zwischen 1953 und 1955 wieder aufgebaut. Im Erdgeschoss befindet sich heute ein Restaurant. |
| Hausgruppe Nr. 27-31           |      | 1960-1965                  | nein          | Die Hausgruppe liegt an der Südostseite des Rings. Erbaut wurden die dreigeschossigen Wohn- und Geschäftshäuser in den 1960er Jahren im Stil der sozialistischen Moderne. |
| Hausgruppe Nr. 32-35           |      | 1960-1965                  | nein          | Die Hausgruppe liegt an der westlichen Seite des Rings. Erbaut wurden die viergeschossigen Wohn- und Geschäftshäuser in den 1960er Jahren im Stil der sozialistischen Moderne. |
| Bürgerhäuser Nr. 36            |      | 16. Jahrhundert            | seit 1955     | Das viergeschossige Gebäude im Innenblock des Ring entstand im Stil der Renaissance. Es besitzt einen aufwendig gestalteten Giebel im Renaissancestil. Vor 1945 befand sich ein Kaufmannsladen im Erdgeschoss und nach dem Krieg ein Friseurladen. Derzeit befindet sich im EG ein Bekleidungsgeschäft. |
| Bürgerhäuser Nr. 36A           |      | 2006–2007                  | nein          | Das Wohn- und Geschäftshaus entstand als Wiederaufbauprojekt Mitte der 200er Jahre. Die Außenfassade erhielt den ein unterteilte Aufteilung, sodass der Schein von zwei Gebäuden entsteht. Die südliche Bauseite erhielt einen zweigeschossigen Erker, eine Anlehnung an die gotische Architektur, während der nördliche viergeschossige Bauhälfte eine schlichte postmoderne Fassade erhielt. Im Erdgeschoss besteht heute ein Restaurant. |
| Bürgerhäuser Nr. 37            |      | 16. Jahrhundert            | seit 1955     | Das viergeschossige Gebäude (im Bild rechts) im Innenblock des Ring entstand im Stil der Renaissance. Es besitzt einen aufwendig gestalteten Giebel im Renaissancestil. Im Erdgeschoss befindet sich aktuell ein Reisebüro. |
| Bürgerhäuser Nr. 38            |      | 18. Jahrhundert            | seit 1955     | Das viergeschossige Gebäude (im Bild links) im Innenblock des Ring entstand im Stil des Klassizismus. Es besitzt ein Satteldach. Im Erdgeschoss befindet sich aktuell eine Bar. |
| Bürgerhäuser Nr. 39            |      |                            | seit 1955     | Die Doppelhausbebauung (im Bild unten rechts) liegt östlich des Kämmereigebäude und bildet den südlichen Abschluss der Innenblockbebauung. Das Wohn- und Geschäftshaus wurde im Krieg nicht zerstört. Ende der 1960er Jahre wurden die obersten Etagen mit Flachdach entfernt und durch steile Satteldächer ersetzt. Die Fassadenausschmückung wurde etwa zur gleichen Zeit entfernt. Im Erdgeschoss befindet sich heute ein Restaurant. |
| Galeria Nyska                  |      | 2019–2021                  | nein          | Einkaufszentrum im Innenblock |
| Józef-Piłsudski-Denkmal        |      | 2018                       | nein          | Im Jahr 2018 nördlich des Rathausturms aufgestellt. |

## Abgegangene Bauwerke
| Name                             | Bild | Erbaut                | Zerstört        | Beschreibung |
| -------------------------------- | ---- | --------------------- | --------------- | --- |
| Stadthaus Ring Nr. 39            |      | 1874                  | 1945            | Das Stadthaus stand bis 1945 an der Westseite des Rings an der Ecke zur Haferstraße (heute ul. Henryka Siemiradzkiego). Das Gebäude wurde 1874 im neoromanischen Stil erbaut. Es war bis 1945 Sitz des Magistrats der Stadt Neisse. Im Erdgeschoss befand sich ein Café. Das Gebäude wurde 1945 zerstört. Die Ruinen wurden 1955 beseitigt. An gleicher Stelle befindet sich heute ein architektonisch schlichtes Wohn- und Geschäftshaus. |
| Rathaus                          |      | 1782                  | 1945            | Das Rathaus befand sich in der Mitte des Rings mit dem Hauptportal in Richtung Norden. Ein ursprüngliches mittelalterliches Rathausgebäude, erstmals 1347 erwähnt, wurde 1782 abgerissen und durch einen Saalbau ersetzt. Neben der Stadtregierung beherbergte das Gebäude auch die evangelische Garnisonskirche der Stadt. Mit Neubau des Stadthauses am Ring Nr. 39 zog die Verwaltung aus dem Rathaus raus. Das Gebäude wurde zwischen 1885 und 1914 von der alt-katholischen Kirchengemeinde genutzt. 1945 wurde das Gebäude größtenteils zerstört. Aufgrund der kunsthistorischen Bedeutung des Gebäudes, sollte es in der Mitte der 1950er Jahre wiederaufgebaut werden. Aufgrund von fehlenden finanziellen Mitteln wurde der Wiederaufbau nicht weiterverfolgt. Die Ruinen wurden 1966 beseitigt. |
| Gotischer Rathausturm            |      | 1499                  | 1945            | Der gotische Rathausturm (auch Ratsturm) bildete bis zu seiner Zerstörung 1945 das höchste Gebäude der Stadt. Der Bau des Backsteinturms wurde 1499 vollendet. Ab der mittleren Höhe bildete der Turm einen achteckigen Grundriss. Versehen war die Turmspitze mit einem schlanken, durchbrochenen Helm sowie gotischen Ornamenten. Ein originalgetreuer Wiederaufbau war bis in die 1950er geplant. Aufgrund von fehlenden finanziellen Mitteln konnte ein Wiederaufbau nicht weiterverfolgt werden. Die Ruinen wurde 1966 abgetragen. Zwischen 2006 und 2008 entstand ein neuer in modernen Formen gehaltener Rathausturm, welcher den Grundriss und die Höhe des Vorgängerbaus übernahm. Bis zur Zerstörung des Turms befand sich oberhalb des Eingangs zum Turm der sogenannte „Meckerstein“. Dieser zeigte eine männliche Person mit ausgestreckter Hand und Zunge. Die Statue wurde im Andenken an alle Vielredner und Nörgler aufgestellt, welche über die großen bürgerlichen Bauten der Stadt „meckerten“. Eingraviert war folgendes: „Wer meckern will, ob groß, ob klein; der tu's an diesem Meckerstein; Gibt es kein Schandmaul mehr im Land; Fallen ab mir Zunge, Nas' und Hand. 1936“ |
| Haus Nr. 18 „Haus zum Patrizier“ |      | 16. Jahrhundert       | 1945            | Das Gebäude befand sich an Ostseite des Rings. Es galt bis zu seiner Zerstörung 1945 zu den schönsten Bürgerhäusern der Stadt. Die in der Hauptfassade integrierte Statue eines Patriziers ist erhalten geblieben und steht heut im städtischen Museum von Nysa. Das ehemalige Renaissanceportal wurde nach 1945 abgebaut und in den Breslauer Turm integriert. |
| Haus Nr. 25 Kaufhaus Elkan       |      |                       | 1945            | Das Gebäude befand sich an der Nordseite des Ring, an der Ecke zur Kirchgasse. |
| Haus Nr. 26                      |      | 17. Jahrhundert       | 1945            | Im Gebäude befand sich einst eine Verkaufsstelle des Neisser Konfekts durch Paul Kunisch. Es stand auf der Nordseite des Rings, welche heute nicht mehr existiert. |
| Nordseite Ring                   |      | 17. – 19. Jahrhundert | 1945            | Die Nordseite des Rings bildete bis zur Zerstörung eine Abgrenzung zur Basilika vom Ring aus. Heute befindet sich eine Grünfläche an dieser Stelle. |
| Kaiser-Friedrich-Denkmal         |      | 1905                  | 1945            | Das Denkmal zu Ehren des Kaisers Friedrich III. wurde 1905 auf der Nordseite des Rings aufgestellt. Es erinnerte an den Aufenthalt des damaligen Kronprinzen in Neisse im Jahr 1866. Am Sockel befand sich ein Relief mit Darstellung von Neisser Bürgern. Nach 1945 wurde es entfernt und eingeschmolzen. |
| Adlerbrunnen                     |      | um 1880               | nach 1936       | Der Adlerbrunnen befand sich direkt vor dem Kämmereigebäude. |
| Kleiner Brunnen                  |      |                       | 20. Jahrhundert | Bis zu Beginn des 20. Jahrhunderts bestand an der Nordseite des Rings (im Bild unten links) ein kleiner Brunnen mit Fontäne. |
| Rolandsäule                      |      |                       | 1807            | Auf dem Ring befand sich einst eine sogenannte Rolandsäule aus Sandstein. Eingraviert war die Jahreszahl DCCCLXXX. Die Säule wurde 1807 abgebrochen. |